# Cimetière de Bardines
Le cimetière de Bardines est le cimetière municipal le plus ancien des deux cimetières d'Angoulême en Charente. Il se trouve rue de Saint-Jean-d'Angély.

## Histoire et description
Ce grand cimetière a ouvert en 1808. Il s'étend sur 9,5 hectares selon un plan rectangulaire avec des allées à angle droit. Il a conservé en grande partie ses sépultures anciennes dont ses chapelles familiales du XIXe siècle avec leurs ornements traditionnels et des tombes de notables locaux avec parfois des médaillons. La chapelle néogothique de la famille Croizet-Eymard est remarquable, ainsi que l'immense monument de la famille Albert. Il n'y a aucun arbre ou espace végétalisé dans ce cimetière. Le cimetière de Bardines possède un carré militaire au milieu duquel le monument aux morts, dominé par une figure ailée avec une épée (sculptée par Raoul Verlet), a été érigé en 1901 à l'initiative du général Philebert du souvenir français. Il existe aussi un petit carré israélite.

## Personnalités inhumées
- Jean-Baptiste François Albert (1759-1837), député de la Charente (chapelle)
- Philippe Albert (1788-1868), député de la Charente, fils du précédent (chapelle)
- Dominique Bagouet (1951-1992), danseur et chorégraphe
- Léon Baleyre (1812-1873), sculpteur
- Henri Coudreau (1859-1899), explorateur de la Guyane
- Charles Horric de Beaucaire (1854-1913), diplomate (monument)
- René Laloux (1929-2004), cinéaste
- Jean-Edmond Laroche-Joubert (1820-1884), industriel de la papeterie, député de la Charente (chapelle)
- Edgard Laroche-Joubert (1843-1913), député de la Charente, fils du précédent chapelle)
- Edmond Laroche-Joubert (1879-1958), député de la Charente, fils du précédent, arrière-grand-père d'Alexia Laroche-Joubert (chapelle)
- Général Antoine-Louis Liédot (mort le 2 décembre 1870), tué à Sedan (obélisque)
- Jean Marrot (1821-1893), maire d'Angoulême, député de la Charente
- Général Jacquelin Martin de Bourgon (1794-1848), mort pendant les journées de juin 1848
- René Pajot (1885-1966), peintre et sculpteur et son beau-père Léopold Tempviré (1847-1925), fondateur de l'école nationale de musique d'Angoulême
- Général de brigade Joseph-Alexandre-Odillon Puel (1846-1911), petit-fils de Christian VIII de Danemark par sa mère née Caroline-Amélie Scheid, fille illégitime de ce roi; protégé du général von Moltke
- Lazare Weiller (1858-1928), industriel